# 사카티요, 운 루가르 데 투 코라손
《사카티요, 운 루가르 데 투 코라손》(스페인어: Zacatillo, un lugar en tu corazón)은 2010년 방영된 멕시코의 텔레노벨라이다.